# Salomo bar Simson
Salomo bar Simson von Mainz (vermutlich identisch mit dem häufig auch Salomo bar Simeon genannten Chronisten) war ein jüdischer Chronist des 11./12. Jahrhunderts.

## Die Chronik
Er schrieb um 1140 die Geschichte der jüdischen Märtyrer (hebräisch גזירות תתנ“ו) und beschrieb die Pogrome von Worms, Magenza (Mainz), Speyer und Köln während der Zeit des Ersten Kreuzzugs sowie während der späteren Niederlagen der Kreuzfahrerheere in Ungarn und Byzanz.
Später wurde die Chronik um eine Darstellung der Judenverfolgung von Blois (1171) erweitert.